# Flughafen Jagdalpur

i7
i11
i13
Der ca. 555 m hoch gelegene Flughafen Jagdalpur (englisch Jagdalpur Airport, auch Maa Danteshwari Airport, IATA-Code: JGB, ICAO-Code: VEJR) ist ein kleiner nationaler Flughafen ca. 14 km (Fahrtstrecke) südlich der Großstadt Jagdalpur im Bundesstaat Chhattisgarh im östlichen Zentrum Indiens.

## Geschichte
Die Airports Authority of India (AAI) gestattete im Jahr 2012 Flüge unter Sichtflugbedingungen. Im Jahr 2017 wurde das Terminalgebäude eingeweiht und im Jahr 2019 die Start- und Landebahn für ATR 72-Flugzeuge ausgebaut. Ein weiterer Ausbau der Flughafens ist geplant.

## Verbindungen
Derzeit betreibt nur eine indische Fluggesellschaft von Jagdalpur aus Linienflüge nach Raipur und Hyderabad.

## Sonstiges
- Betreiber des Flughafens ist das State Government of Chhattisgarh.
- Es gibt eine Start-/Landebahn mit 1707 m Länge.